# Polemika
Polemika je ostra izmenjava nasprotujočih mnenj, navadno pri spornih političnih (volilnih), verskih, znanstvenih, literarnih, filozofskih temah.

## Pregled
Beseda izhaja iz grške πολεμικός (bojevit, sovražen), ta pa izhaja iz πόλεμος (vojna). Polemika je skupaj z diskusijo ena izmed najpogostejših oblik, pri čemer je dokazovanje večvrednosti svojih stališč v zvezi s sporno temo glavni cilj udeležencev dialoga. Diskusija išče skupne točke med udeleženima, polemika pa poudarja nasprotnost stališč. Polemično novinarstvo se je razvilo v celinski Evropi, kjer obrekovanje ni bilo tako strogo kaznivo kot v Angliji. Za podporo študijam polemike 17.–19. stoletja je britanski raziskovalni projekt postavil na splet na tisoče pamfletov tistega časa.
Najhujše kaznjivo dejanje polemike je stigmatiziranje tistih, ki imajo nasprotujoče mnenje kot slabi in nemoralni ljudje.— John Stuart Mill, 1806-1873

## Teologija
Polemična teologija je teološki argument, posvečen zgodovini ali vodenju verskih polemik na verski ravni. Zgled: Martin Luther: De servo arbitrio (O zasužnjenem odločanju), kot odgovor na De libero arbitrio (O svobodnem odločanju) Erazma Rotterdamskega.

## Zabeleženi polemiki
- Daniel Defoe (angleški avtor)
- Friedrich Nietzsche (nemški filozof)
- George Orwell  (angleški avtor)
- Jack London (ameriški avtor)
- Jean-Paul Sartre (francoski filozof)
- John Milton (angleški pesnik)
- John Steinbeck (ameriški pisatelj)
- Jonathan Swift (irski avtor in duhovnik)
- Karl Marx (nemški filozof in utemeljitelj komunizma)
- Lorenzo Valla (italijanski humanist)
- Noam Chomsky (ameriški lingvist in avtor)
- Richard Dawkins (angleški znanstvenik in avtor)
- Søren Kierkegaard (danski filozof, teolog in socialni kritik)
- Vladimir Lenin (ruski marksist in vodja ruske revolucije)
- Gaj Julij Cezar (rimski diktator in utemeljitelj rimskega imperija)

## Znane slovenske literarne polemike
- abecedna vojna
- pravda o slovenskem šestomeru
- ob izidu Zgodovine slovenskega slovstva Karla Glaserja
- France Kidrič vs. Avgust Žigon
- Jernej Kopitar vs. France Prešeren
- Jože Pogačnik vs. Boris Paternu
- Anton Ocvirk vs. Anton Slodnjak
- Taras Kermauner vs. Denis Poniž
- Stanislav Oblak vs. Vatroslav Oblak
- Aleksander Bjelčevič vs. Boris A. Novak
- polemika o Kocbekovi zbirki Strah in pogum
- Alfonz Gspan : Anton Ocvirk v zvezi s Kosovelovimi Integrali
- kmečka povest vs. ljudska povest

Drugi polemiki:
- Jolka Milič: Žar polemike z Njo (COBISS)
- Silvija Borovnik: Habilitacija ni iztožljiva-ali pač? (COBISS)
- Jože Javoršek: polemični spisi
- Marjan Dolgan: Slovenske polemike (Radio Slovenija)